# Gmina Bolków
Die Gmina Bolków [ˈbɔlkuf] ist eine Stadt- und Landgemeinde im Powiat Jaworski der Woiwodschaft Niederschlesien in  Polen. Ihr Sitz ist die Bolków (deutsch:  Bolkenhain) mit etwa 5000 Einwohnern. Sie ist Mitglied der Euroregion Neiße.

## Gliederung
Die Stadt- und Landgemeinde Bolków besteht neben der namensgebenden Stadt aus 17 folgenden Dörfern mit Schulzenamt (deutsche Namen, amtlich bis 1945):
- Gorzanowice (Ober Hohendorf)
- Grudno (Petersgrund)
- Jastrowiec (Oberlauterbach)
- Kaczorów (Ketschdorf)
- Lipa (Leipe)
- Mysłów (Seitendorf)
- Nowe Rochowice (Neu Röhrsdorf)
- Półwsie (Halbendorf)
- Płonina (Nimmersatt)
- Radzimowice (Altenberg)
- Sady Dolne (Nieder Baumgarten)
- Sady Górne (Ober Baumgarten)
- Stare Rochowice (Alt Röhrsdorf)
- Świny (Schweinhaus)
- Wierzchosławice (Würgsdorf)
- Wierzchosławiczki (Neuwürgsdorf)
- Wolbromek (Wolmsdorf)

## Sehenswürdigkeiten
Das historische Zentrum der Stadt steht als Ensemble unter Denkmalschutz. Als einzelne Baudenkmale stehen die Kirche, deren Friedhof, die Stadtmauer, das Rathaus der Stadtpark und eine Reihe von Bürgerhäusern unter Schutz.
Die Dörfer  der Gemeinde weisen ebenfalls eine große Zahl denkmalgeschützter Baudenkmale auf. In das nationale Denkmalregister der Woiwodschaft Niederschlesien sind eingetragen:
- Pfarrkirche in Jastrowiec, erbaut 14.–18. Jahrhundert[5]
- Friedhof an der Kirche in Jastrowiec[6]
- Schloss in Jastrowiec[7]
  - Schlosspark[8]
  - Vorwerk aus der zweiten Hälfte des 19. Jahrhunderts (Torhäuser, Wohn- und Wirtschaftsgebäude, Nebengebäude, Remise, Scheune, Kuhstall – heute Mineralwasserfabrik)[9]
- Pfarrkirche in Kaczorów, erbaut 14.–18. Jahrhundert[10]
- Friedhof an der Kirche in Kaczorów[11]
- Evangelischer Friedhof in Kaczorów, zweite Hälfte des 19. Jahrhunderts[12]
- Schloss, 1561, zweite Hälfte des Jahrhunderts;[13] Park (19. Jh.)[14]
- Pfarrkirche in Lipa Jaworska, erbaut 14.–16. Jahrhundert[15]
- Alter Friedhof in Lipa Jaworska, 15. Jahrhundert[16]
- Schloss in Lipa Dolna, erbaut 16.–19. Jahrhundert[17] mit Park, 18. Jahrhundert und nach 1870[18]
- Burgruine Oberleipe in Lipa Górna, erbaut 13.–17. Jahrhundert[19]
  - Vorburg[20]
  - Park, frühes 20. Jahrhundert[21]
- Villa mit Garten (Nr. 21) in Lipa Średnia, erbaut 1925[22]
- Kirche in Mysłów, erbaut 14.–17. Jahrhundert[23]
- Evangelischer Friedhof in Mysłów[24]
- Schloss[25] und Schlosspark[26] in Mysłów, 18. und 19. Jahrhundert
- Ruine der Burg NimmersathBurgruine in Płonina, erbaut 14.–15. Jahrhundert[27]
  - Schloss im Vorhof, 1545/1546, 19./20. Jahrhundert[28]
  - Schlosspark, 19. Jahrhundert[29]
- Schloss in Sady Dolne, erbaut 18.–19. Jahrhundert[30] mit Schlosspark[31]
- Pfarrkirche in Sady Górne, erbaut im 14. Jahrhundert[32]
- Friedhof in Sady Górne[33]
- Herrenhaus in Sady Górne (Nr. 116), erbaut 1775 und 1883[34]
- Pfarrkirche in Stare Rochowice, erbaut 15.–18. Jahrhundert[35]
- Friedhof mit Kapelle in Stare Rochowice[36]
- Pfarrhaus in Stare Rochowice, erbaut im 19. Jahrhundert[37]
- Schloss in Stare Rochowice, zweite Hälfte des 18. Jahrhunderts[38]
- Kirche in Świny, erbaut 14.–18. Jahrhundert[39]
- Ehemaliger Friedhof an der Kirche in Świny, erbaut 14.–19. Jahrhundert[40]
- Ruine der Burg Świny (Schweinhausburg), 13.–14., 15. Jahrhundert, 1620[41]
- Evangelischer Friedhof in Wierzchosławice, 19. Jahrhundert[42]
- Kirche in Wolbromek, erbaut um 1500[43]
- Friedhof an der Kirche in Wolbromek[44]

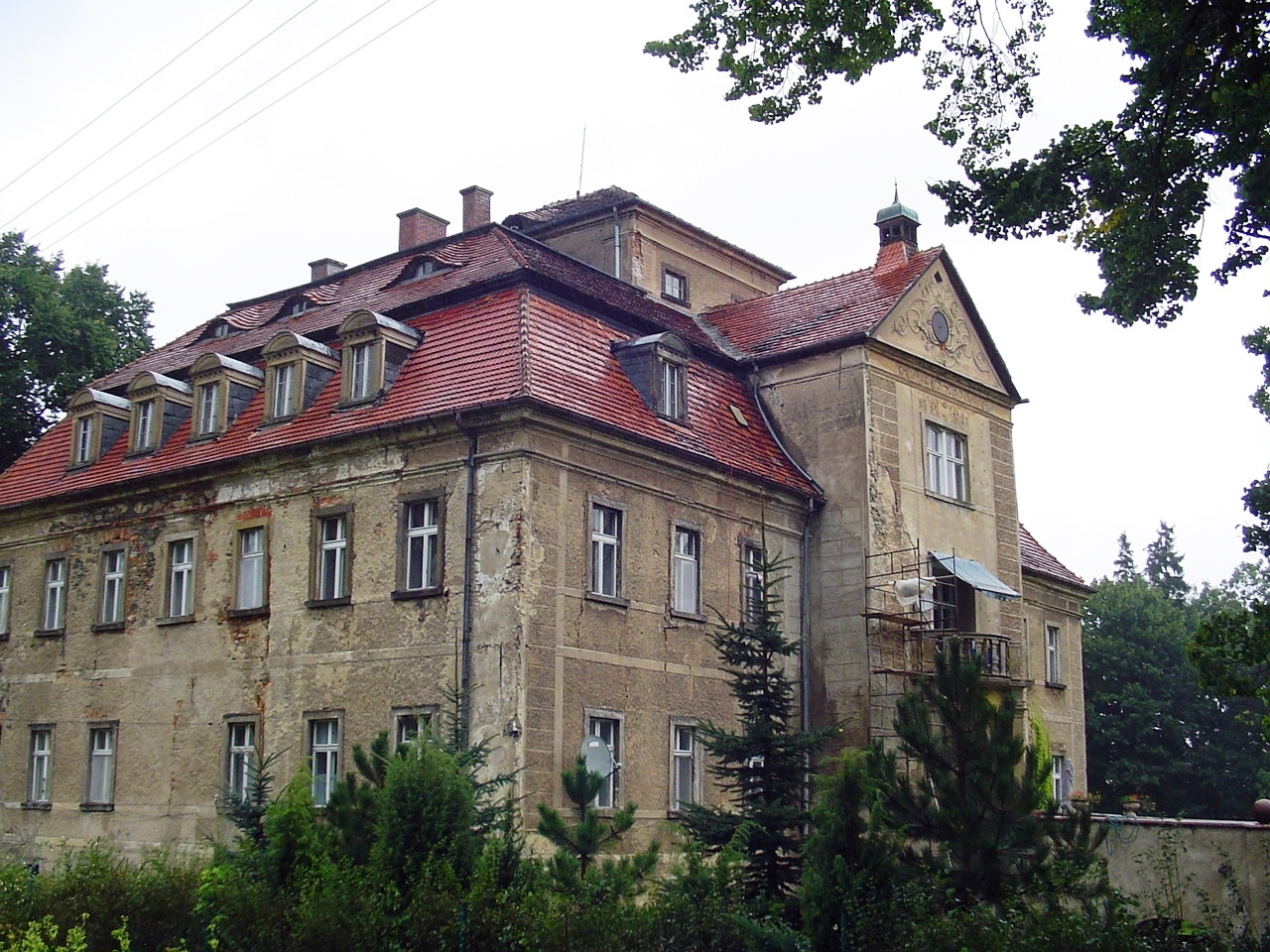
Schloss in Jastrowiec
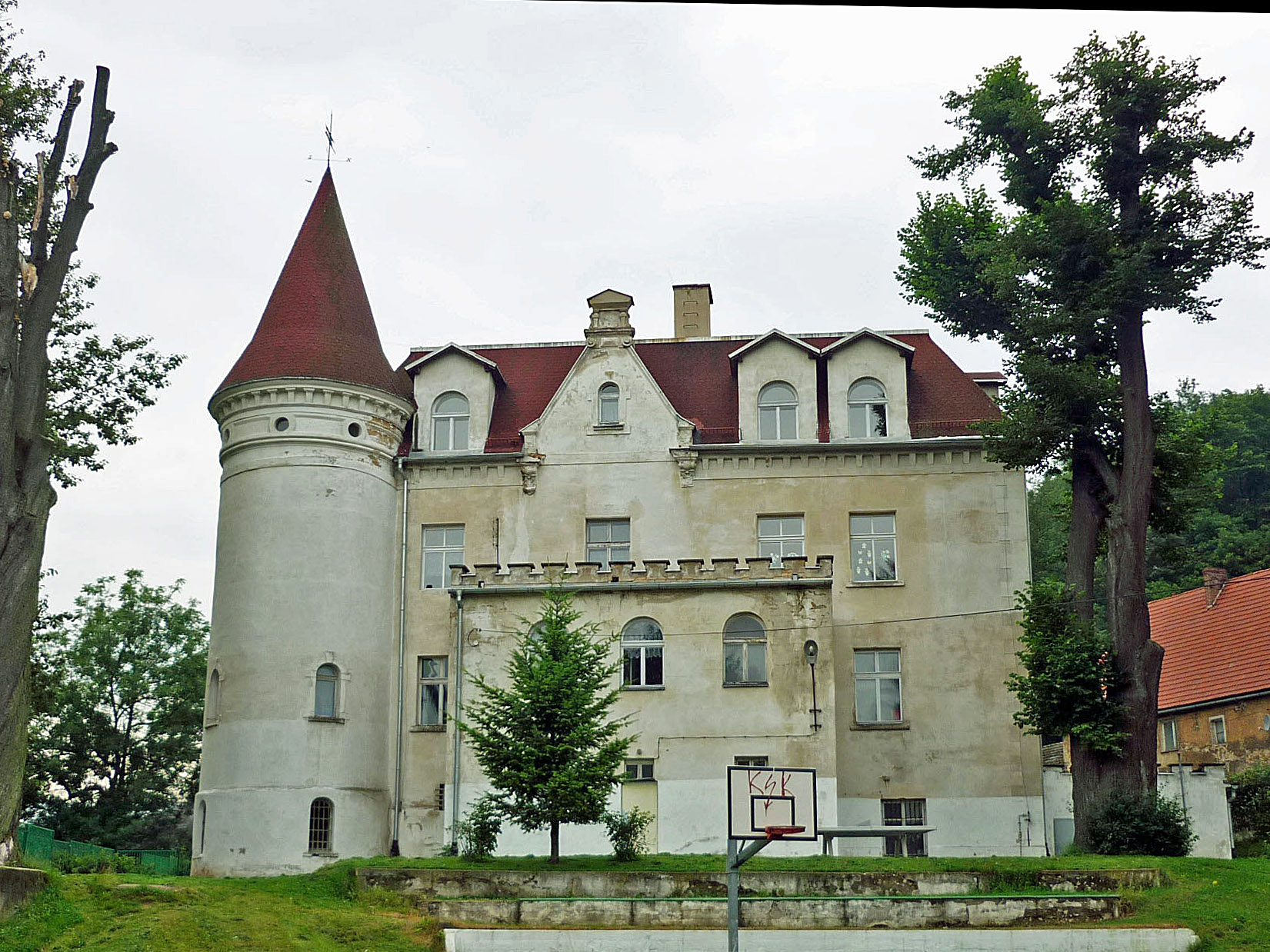
Schloss in Kaczorów
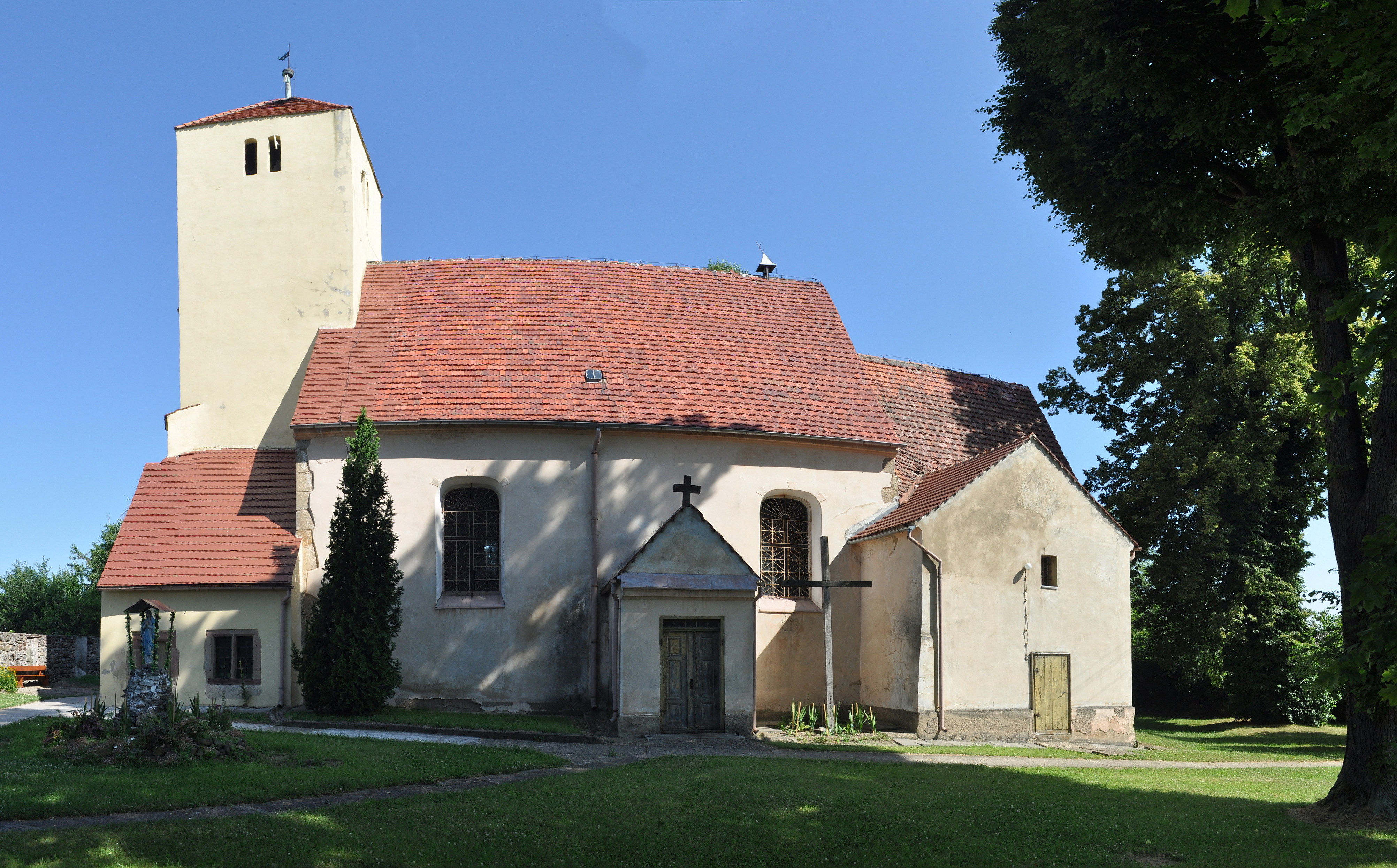
Kirche in Lipa Jaworska
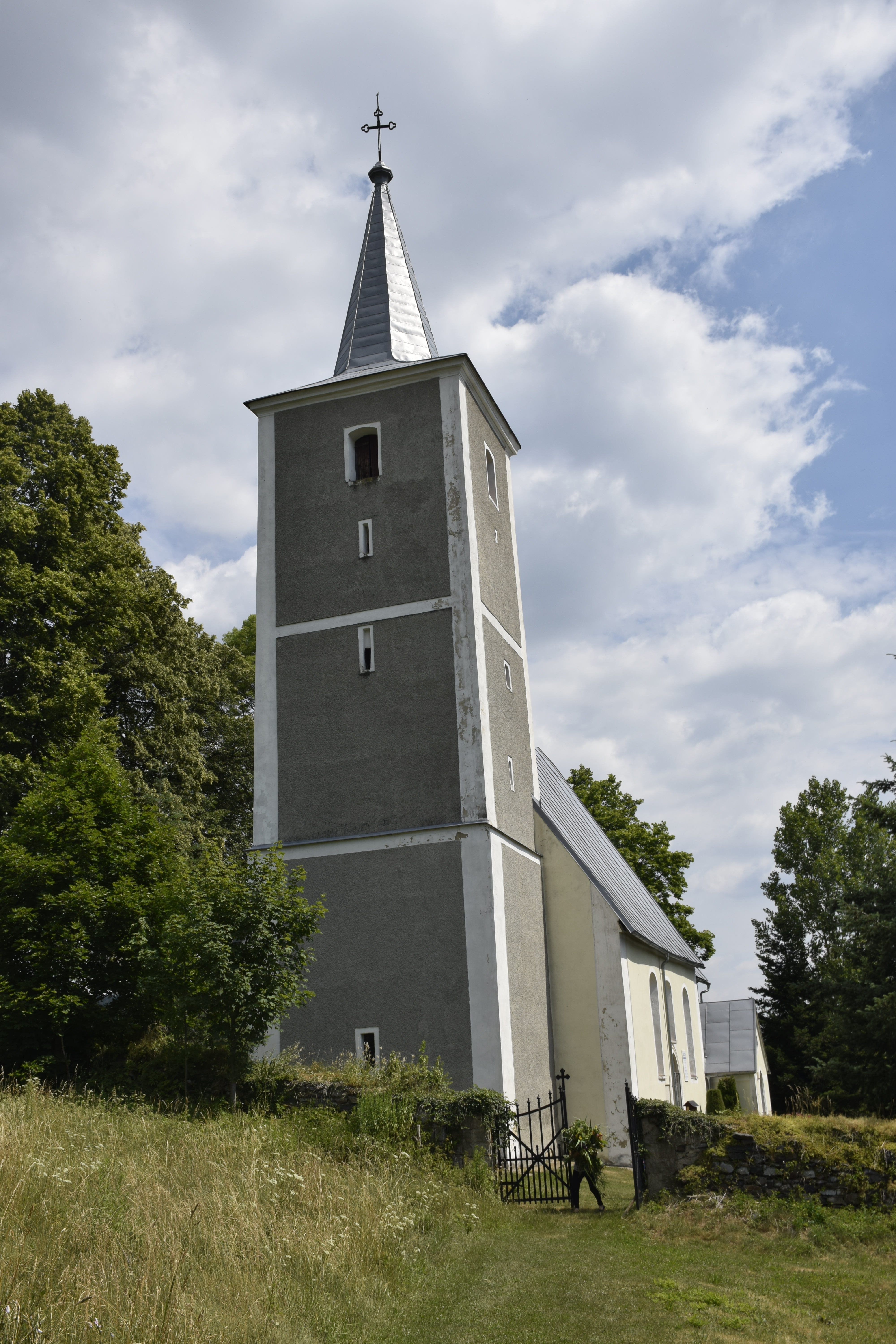
Kirche in Mysłów
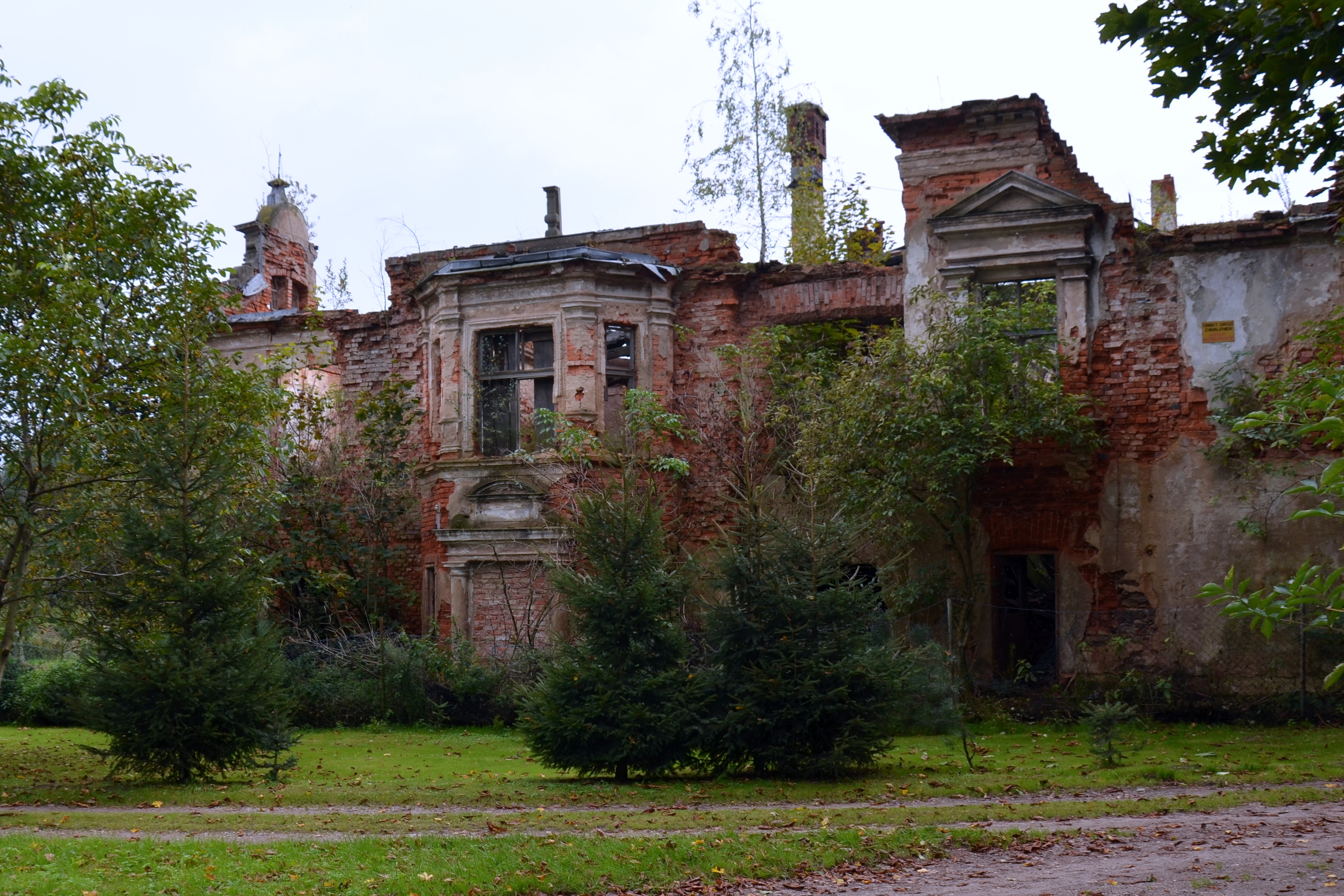
Schloss in Sady Górne
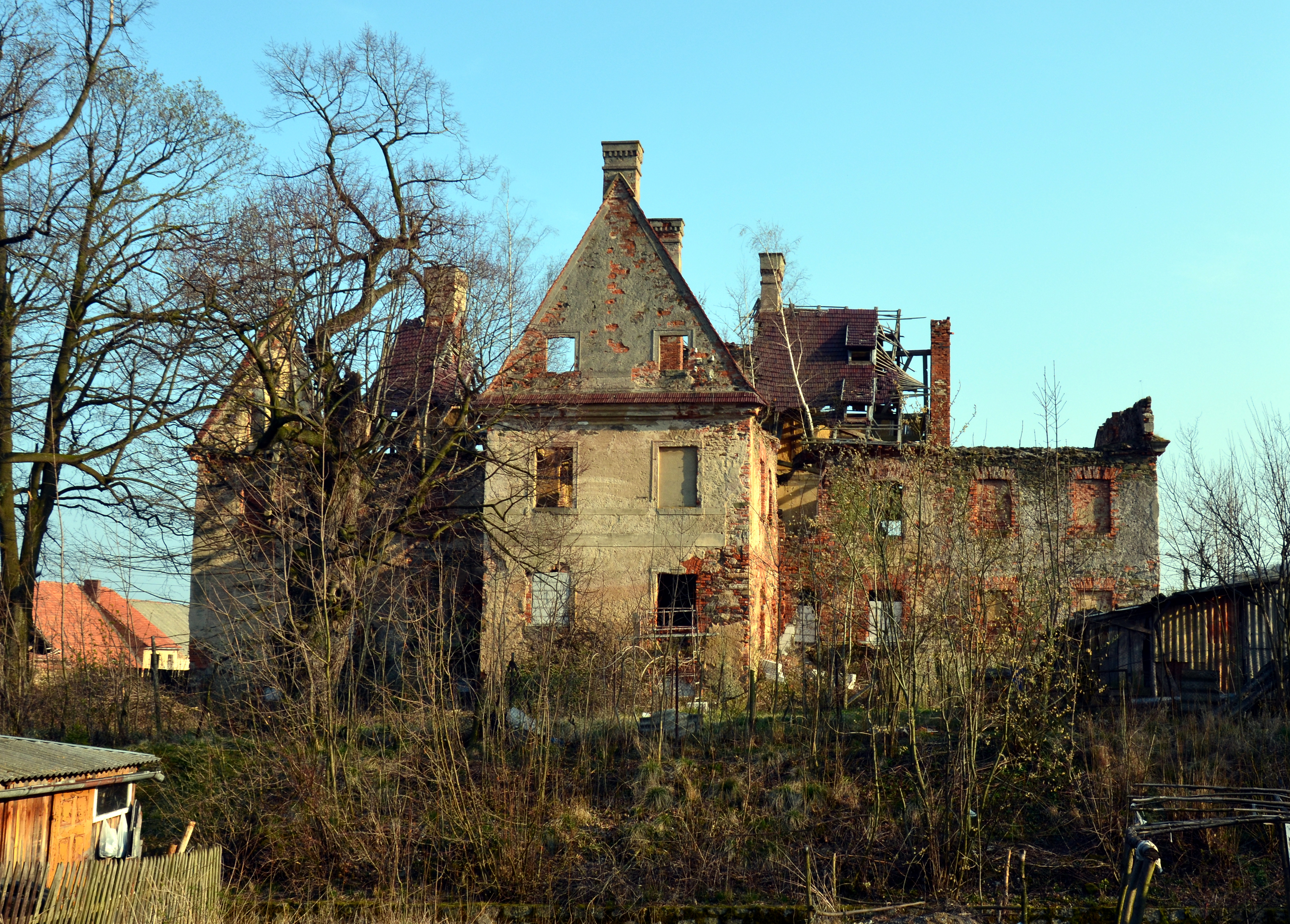
Schloss in Stare Rochowice